# Modern Times (Album)
Modern Times ist das 32. Studioalbum von Bob Dylan.
Die Musikzeitschriften Uncut und Rolling Stone führten es auf ihren Listen der besten Alben des Jahres 2006 auf Platz 1. Für die Zeitschrift Mojo war es das zweitbeste Album des Jahres. Insgesamt ist Modern Times eines von Dylans erfolgreichsten Alben.

## Songs
Es wurde fünf Jahre nach dem Album “Love and Theft” veröffentlicht und enthält zehn neue Songs, die Dylan mit den damals aktuellen Musikern seiner Tourband im Februar und März 2006 innerhalb von ungefähr vier Wochen in den New Yorker Clinton Studios aufnahm. Unmittelbar vorausgegangen waren Proben für das Album im Bardavon 1869 Opera House, einem alten Theater in Poughkeepsie. Mit Modern Times gelang Dylan die erste Nummer-eins-Platzierung in den US-Charts seit seinem Album Desire im Jahr 1976.
Kurz nach seiner Veröffentlichung entbrannte vor allem auf den Seiten der New York Times eine Kontroverse, ob sich Dylan bei seinen Texten des Plagiats schuldig gemacht habe. In mehreren Songs finden sich offenkundig Anleihen bei Gedichten von Henry Timrod (1828–1867), der im Sezessionskrieg als Apologet der Südstaaten zu Ruhm gekommen war.
Außerdem wurde darauf hingewiesen, dass viele Zitate und Motive dieses Albums aus der Exildichtung des römischen Dichters Publius Ovidius Naso (43 v. Chr.- ca. 17 n. Chr.) stammen. Diese Anklänge an die Bücher Tristia und Epistulae ex Ponto hat Dylan aber stets neu arrangiert und damit in einen ganz anderen Zusammenhang gesetzt.

## Covermotiv
Das Cover von Modern Times zeigt eine Fotografie von Ted Croner mit dem Titel Taxi, New York at Night (1947).

Croner starb am 15. August 2005 im Alter von 82 Jahren. Bekannt geworden war er in den 1940ern und 1950ern für seine Schwarzweiß-Aufnahmen der Stadt New York. Taxi, New York at Night schmückte bereits 1995 die Single Hedgehog der amerikanischen Band Luna.

## Titelliste
1. Thunder on the Mountain – 5:55
2. Spirit on the Water – 7:42
3. Rollin’ and Tumblin’ – 6:01
4. When the Deal Goes Down – 5:04
5. Someday Baby – 4:55
6. Workingman’s Blues #2 – 6:07
7. Beyond the Horizon – 5:36
8. Nettie Moore – 6:52
9. The Levee’s Gonna Break – 5:43
10. Ain’t Talkin’ – 8:48

Eine limitierte Ausgabe der CD enthält eine Bonus-DVD mit den Titeln
1. Blood in My Eyes (Promotionsvideo für das Album World Gone Wrong, 1993)[9]
2. Love Sick (live in der Radio City Music Hall, New York; Grammy Awards, 25. Februar 1998)
3. Things Have Changed (Promotionsvideo für den Soundtrack des Films Die WonderBoys, 2000)[10]
4. Cold Irons Bound (vollständige Version, auszugsweise aus dem Film Masked and Anonymous, aufgenommen am 16. Juli 2002)[11]